# Массімо Чіоччі
Массімо Чіоччі (італ. Massimo Ciocci, нар. 25 лютого 1968, Корридонія) — італійський футболіст, що грав на позиції нападника. По завершенні ігрової кар'єри — тренер.
Виступав, зокрема, за клуби «Інтернаціонале» та «Дженоа», а також молодіжну збірну Італії.

## Клубна кар'єра
Народився 25 лютого 1968 року в місті Корридонія. Вихованець футбольної школи клубу «Інтернаціонале», з якою став переможцем Турніру Віареджо у 1986 році. Дорослу футбольну кар'єру розпочав в основній команді того ж клубу, де дебютував 22 березня 1987 року під керівництвом Джованні Трапаттоні в матчі проти «Неаполь» (1:0), а вже 26 квітня 1988 року він забив перший гол в грі проти «Фіорентини». Втім через травми коліна і чотири операції так і не зумів стати основним гравцем команди, забивши лише 5 голів у 26 матчах Серії А.
З жовтня 1988 року виступав за клуби Серії Б «Падова» та «Анкона», а 1990 року повернувся до вищого дивізіону, провівши сезон 1990/91 у «Чезена». За його результатами «морські коники» зайняли передостаннє 17-те місце і покинули Серію А, але Массімо з 13 голами став найкращим бомбардиром команди та сьомим у чемпіонаті і по завершенні сезону за 3,7 мільярдів лір повернувся в рідне «Інтернаціонале».
Втім і другий прихід до рідного клубу виявився невдалим — Чіоччі забив лише один гол у чемпіонаті за «нерадзуррі» і після одного сезону знову відправився до Серії Б, цього разу у СПАЛ, де і провів сезон 1992/93.
Своєю грою за останню команду привернув увагу представників тренерського штабу «Дженоа», до складу якого приєднався 1993 року за 3 мільярди лір. Втім за два сезони у генуезькому клубі Чіоччі так і не закріпився, так само як і у своєму наступному клубі «Падові», де програв конкуренцію досвідченому Джузеппе Гальдеризі.
Останнім професійним клубом для Массімо стало «Пістоєзе» з Серії C1, де нападник грав з листопада 1996 року і до кінця сезону 1997/98, а завершував ігрову кар'єру в аматорських клубах «Вербанія» та «Боргозезія», де грав до 2001 року.

## Виступи за збірну
1988 року залучався до складу молодіжної збірної Італії. На молодіжному рівні зіграв у 2 офіційних матчах і забив 1 гол, а також став чвертьфіналістом молодіжного чемпіонату Європи 1988 року.

## Кар'єра тренера
Після виходу на пенсію Чіоччі захворів на рак кишечника, від якого зумів одужати.
Пізніше він почав свою тренерську кар'єру: у сезоні 2002/03 він був головним тренером аматрської команди «Арона» з Еччеленци, а в сезоні 2006/07 керував аматорською командою «К'єзануова Трея» з чемпіонату Марке.
В подальшому працював технічним директором академії «Інтернаціонале» в Японії